# Didemnum rubeum
Didemnum rubeum är en sjöpungsart som beskrevs av Monniot 1996. Didemnum rubeum ingår i släktet Didemnum och familjen Didemnidae. Inga underarter finns listade i Catalogue of Life.